# Paulino de los Arcos
Paulino de los Arcos (Granada, 1786 - Madrid, segle XIX) va ser un jutge espanyol defensor de la Constitució de Cadis.
Tenia els títols de Batxiller en Filosofia i en Dret Civil per la Universidad de Granada. Als inicis de la Guerra del francès, el 1808, era Oficial de la Contaduría del Ejército de Granada. Va participar en la campanya d'Andalusia i va lluitar en la batalla de Bailén. El 1815 era advocat de l'administració a Granada. El 1816 es va traslladar a Madrid, on vivia un germà seu i es va incorporar al Col·legi d'Advocats d'aquella ciutat. Membre de l'Acadèmia de Jurisprudència, en va arribar a ser vicepresident. Era membre acadèmic, professor i secretari de l'Acadèmia de Cànons, Història i Disciplina Eclesiàstica de san Isidoro de Madrid. El 1817 era Auditor honorari del Departament de Marina. El 1820, degut a l'inici del Trienni liberal, hi va haver una renovació de jutges a les ciutats més importants de l'estat espanyol i el govern va buscar persones amb ideologia liberal i defensors de la Constitució de Cadis. Paulino de los Arcos va ser nomenat jutge de la ciutat de Reus. Allà va conèixer i es va fer amic del doctor Jaume Ardèvol, i va ajudar a organitzar una Tertúlia Patriòtica (o potser Societat Patriòtica) que es reunia al Teatre de les Comèdies de Reus dos cops per setmana. Aquesta tertúlia tenia marcat caràcter liberal i exaltat. Els socis ocupaven la platea, el públic se situava a les llotges i la presidència a l'escenari. Els oradors acostumaven a ser professionals liberals i el públic menestrals, comerciants, funcionaris i membres de la Milícia Voluntària. Els membres més destacats eren el metge Jaume Ardèvol, el també metge Pere Mata i Ripollès, pare de Pere Mata i Fontanet, el farmacèutic Antoni Andreu Carrera, el prevere de Sant Pere, Prudenci Marcó Casas, mossèn Pere Rosselló, l'advocat Joan Baptista Simó, el primer alcalde del Trienni Marià Fonts Ciurana, el Comandant de la Milícia de Reus i diputat provincial Marcel·lí Vallduví, el militar Antoni Baiges i alguns expatriats italians. En aquesta tertúlia es van produir enfrontaments entre els comuners exaltats i els maçons moderats. Duien la veu cantant l'advocat i diputat exaltat Antoni Baiges, el metge Pere Mata, el farmacèutic Pere Joan Nadal i Paulino de los Arcos. Arcos, Mata, el farmacèutic Antoni Andreu i el comerciant Marcel·lí Vallduví, juntament amb Jaume Ardèvol van finançar i promoure la publicació Diana constitucional política y mercantil de la villa de Reus, de la que Paulino de los Arcos en va ser director. Sembla amb això que l'activisme constitucional havia passat a mans dels professionals liberals amb detriment de la burgesia comercial, tot i que el retorn a l'absolutisme va provocar l'empresonament de Francesc de Paula Borràs, el comerciant més important de l'època, i l'exili del seu germà Josep.
Paulino de los Arcos pel mes d'octubre de 1822 va ser nomenat "Gefe Político" de Santander. Va prendre possessió el 1823, però la fi del Trienni va portar a que fos perseguit, processat i condemnat per la Inquisició a Granada. Va morir a Madrid.